# فرنسيسكو فيرا
فرنسيسكو فيرا (بالإسبانية: Francisco Vera) (21 مايو 1994 باراغواي - ) هو لاعب كرة قدم باراغواياني يلعب كمهاجم.

## روابط خارجية
- فرنسيسكو فيرا على موقع قاعدة بيانات كرة القدم.إي يو (الإنجليزية)
- فرنسيسكو فيرا على موقع Soccerway.com (الإنجليزية)
- فرنسيسكو فيرا على موقع AS.com (الإسبانية)